# Victor (villa)
Victor es una villa ubicada en el condado de Ontario en el estado estadounidense de Nueva York. En el año 2000 tenía una población de 2,433 habitantes y una densidad poblacional de 681 personas por km².

## Geografía
Victor se encuentra ubicada en las coordenadas 42°58′59″N 77°24′21″O / 42.98306, -77.40583.

## Demografía
Según la Oficina del Censo en 2000 los ingresos medios por hogar en la localidad eran de $54,821, y los ingresos medios por familia eran $62,798. Los hombres tenían unos ingresos medios de $45,332 frente a los $30,045 para las mujeres. La renta per cápita para la localidad era de $24,776. Alrededor del 2.4% de la población estaban por debajo del umbral de pobreza.